# Талкан
Талкан (от тюрк. talqan; рус. толокно) — мука крупного помола из жареного ячменя или пшеницы.
Талкан распространён в кухне алтайцев, ногайцев, башкир, бурят, казахов, киргизов, монголов, татар, тувинцев, узбеков, чувашей, хакасов. Аналоги талкана есть у армян (арм. похиндз), русских и др.
Традиционно зёрна перемалывают на жерновах или толкут в ступе, затем просеивают через сито, отделяя муку разного помола. Соответственно талкан бывает крупного помола и мелкого помола.
Талкан со сметаной или маслом используют для приготовления каши. Подают к чаю с мёдом, молотой черёмухой в виде небольших шариков.
Традиционно блюдо подают к столу во время праздников бишектуя, каргатуя, кякук сяйя, сабантуя, сыргатуя и земледельческих обрядов.
Талкан также часто используют для приготовления напитков джарма и максым.
Сухой талкан хранят в холщовых мешках, берестяных коробах, смешанный с топлёным маслом — в кадках, употребляют в поездках, на охоте, во время мусульманского поста.

## Интересные факты
Талкан обогащает организм человека микроэлементами, является малокалорийным продуктом, растворяет холестериновые и солевые отложения в сосудах, суставах, позвоночнике, печени и почках, является энтеросорбентом.
Напиток, приготовляемый из талкана имеет название жарма или максым
В горном Алтае в ряде кафе подают «чай» с талканом, как «национальный». В частности на перевале Кату-Ярык.